# Club Atlético San Martín (Tucumán)
Il Club Atlético San Martín è una società calcistica argentina con sede nella città di San Miguel de Tucumán. Milita nella Primera B Nacional, la seconda divisione del calcio argentino.

## Storia
La società fu fondata il 2 novembre del 1909. Da quell'anno è riuscita ad approdare per quattro volte in Primera División Argentina: la prima nel 1988-1989, la seconda nel 1991-1992, la terza nella stagione 2008-2009, al termine della quale è retrocessa nuovamente in Primera B Nacional per la seconda peggior media punti, e la quarta nel 2018-2019, annata chiusa con un'altra retrocessione.

## Rosa 2018-19
| N. |                      | Ruolo | Calciatore           |
| -- | -------------------- | ----- | -------------------- |
| 1  | Argentina (bandiera) | P     | Juan Jaime           |
| 2  | Argentina (bandiera) | D     | Lucas Acevedo        |
| 3  | Argentina (bandiera) | D     | Maximiliano Martínez |
| 4  | Argentina (bandiera) | D     | Rodrigo Moreira      |
| 5  | Argentina (bandiera) | C     | Alejandro Altuna     |
| 6  | Argentina (bandiera) | C     | Oliver Benítez       |
| 7  | Argentina (bandiera) | C     | Gonzalo Rodríguez    |
| 8  | Argentina (bandiera) | C     | Tino Costa           |
| 10 | Argentina (bandiera) | C     | Matías García        |
| 11 | Argentina (bandiera) | C     | Rodrigo Gómez        |
| 13 | Argentina (bandiera) | C     | Adrián Arregui       |
| 14 | Argentina (bandiera) | P     | Pedro Fernández      |
| 15 | Argentina (bandiera) | C     | Julián Vitale        |
| 18 | Argentina (bandiera) | P     | Jorge Carranza       |

| N. |                      | Ruolo | Calciatore         |
| -- | -------------------- | ----- | ------------------ |
| 19 | Argentina (bandiera) | A     | Ramiro Costa       |
| 20 | Argentina (bandiera) | D     | Lucas Diarte       |
| 22 | Argentina (bandiera) | C     | Valentín Viola     |
| 24 | Argentina (bandiera) | D     | Nahuel Menéndez    |
| 25 | Argentina (bandiera) | D     | Gustavo Abregú     |
| 27 | Argentina (bandiera) | A     | Luciano Pons       |
| 28 | Argentina (bandiera) | C     | Gonzalo Lamardo    |
| 29 | Argentina (bandiera) | A     | Lucas González     |
| 30 | Argentina (bandiera) | D     | Emiliano Purita    |
| 31 | Argentina (bandiera) | C     | Nicolás Giménez    |
| 32 | Uruguay (bandiera)   | D     | Hernán Petryk      |
| 33 | Argentina (bandiera) | C     | Nicolás Delgadillo |
| 34 | Argentina (bandiera) | D     | Juan Orellana      |
| 35 | Argentina (bandiera) | C     | Tomás Federico     |

## Palmarès

### Competizioni nazionali
- Primera B Nacional: 1

2007-2008
- Torneo Federal A: 1

Clausura 2006
- Torneo Argentino B: 1

2004-2005
- Torneo Federal A: 1

2016
- Copa General Pedro Ramírez: 1

1944

### Competizioni regionali
- Torneo Regional: 3

1968, 1969, 1976

### Altri piazzamenti
- Primera B Nacional:

Secondo posto: 1987-1988, 1991-1992
Terzo posto: 1994-1995, 2017-2018